# Chrominance

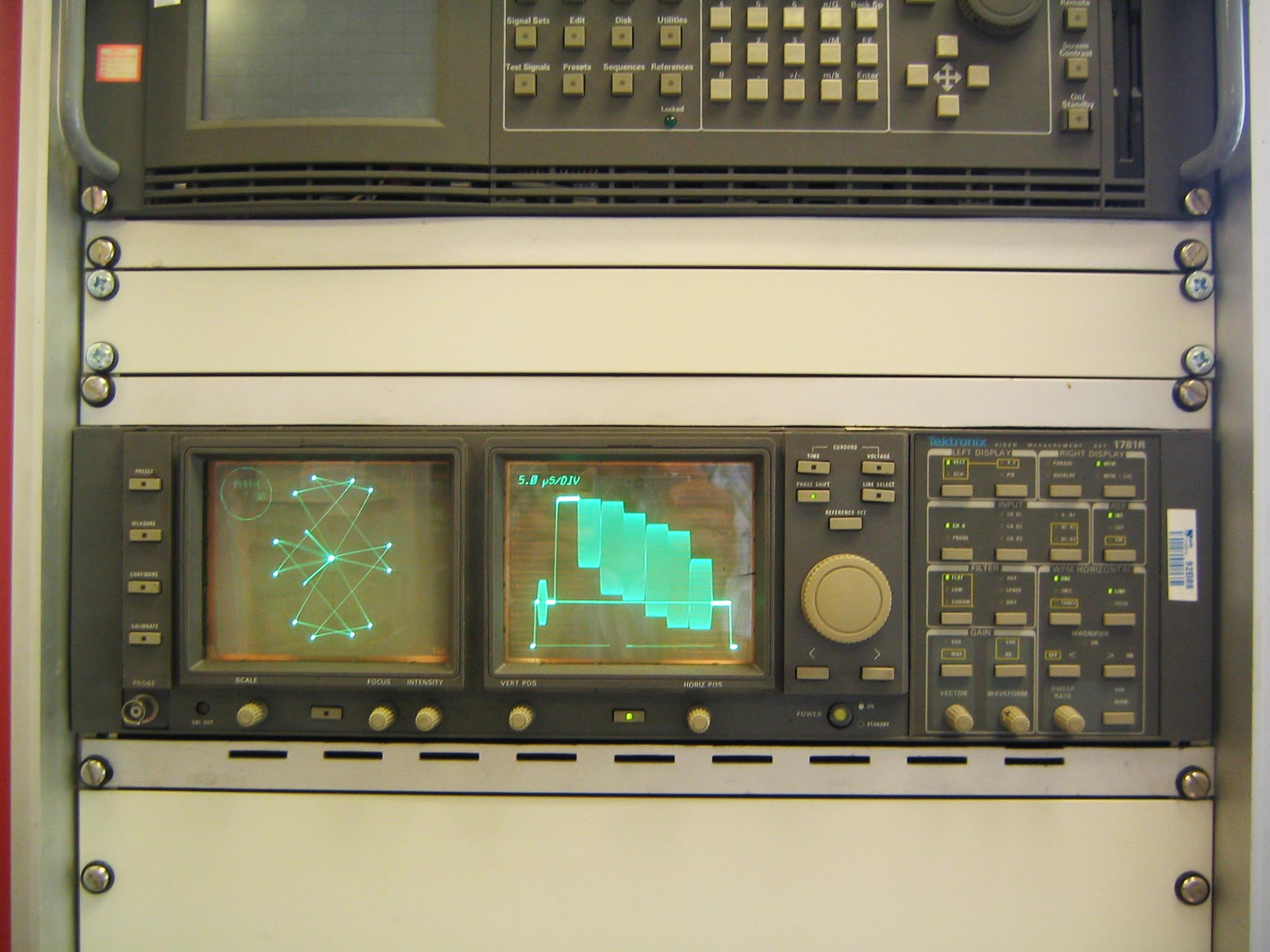
Vectorscope et oscilloscope permettent d'analyser le signal vidéo.

La chrominance, ou chroma, désigne la partie du signal vidéo correspondant à l'information de couleur.
Le signal vidéo nécessite une information de luminance et deux informations de chrominance afin de reconstituer les trois couleurs primaires rouge, vert et bleu (RGB) de l'affichage couleur qui utilise le principe de la synthèse additive. Ce choix fut historiquement guidé par la nécessité d'assurer la compatibilité des téléviseurs noir et blanc lors de la naissance des standards NTSC, PAL puis SÉCAM, et après avoir observé que la vision humaine présente une sensibilité moindre à la couleur qu'à la luminosité,.
Le signal de luminance Y est construit à partir des trois primaires R, V et B captées selon des coefficients dépendant de la norme utilisée.
Les signaux de chrominance différence bleu (B - Y) et différence rouge (R - Y) peuvent subir des pondérations différentes selon les systèmes utilisés. Ils peuvent occuper une bande passante moindre car ils sont moins importants que la luminance sur la netteté et la finesse subjectives des détails de l'image affichée : ceci conduit dans de nombreux cas au sous-échantillonnage de la chrominance du signal vidéo numérique.
- Dans le cas d'un signal composante (analogique), les trois signaux sont transmis sur des canaux différents.
- Dans le cas d'un signal composite (analogique) les signaux de chrominance sont modulés avec une sous porteuse de façon à transmettre le signal sur un seul canal.
- Dans le cas du signal numérique, le type de sous-échantillonnage utilisé renseigne sur le niveau de précision de la chrominance par rapport à la luminance. Par exemple, 4:2:2 signifie que les signaux de chrominance (2) sont échantillonnés à une fréquence deux fois moins importante que le signal de luminance (4).

La chrominance du signal vidéo peut être analysée par un vectorscope (en).
Dans tous les cas les opérations permettant de passer des signaux RGB captés aux composantes YCBCR se font après correction gamma.

## HDTV Rec. 709

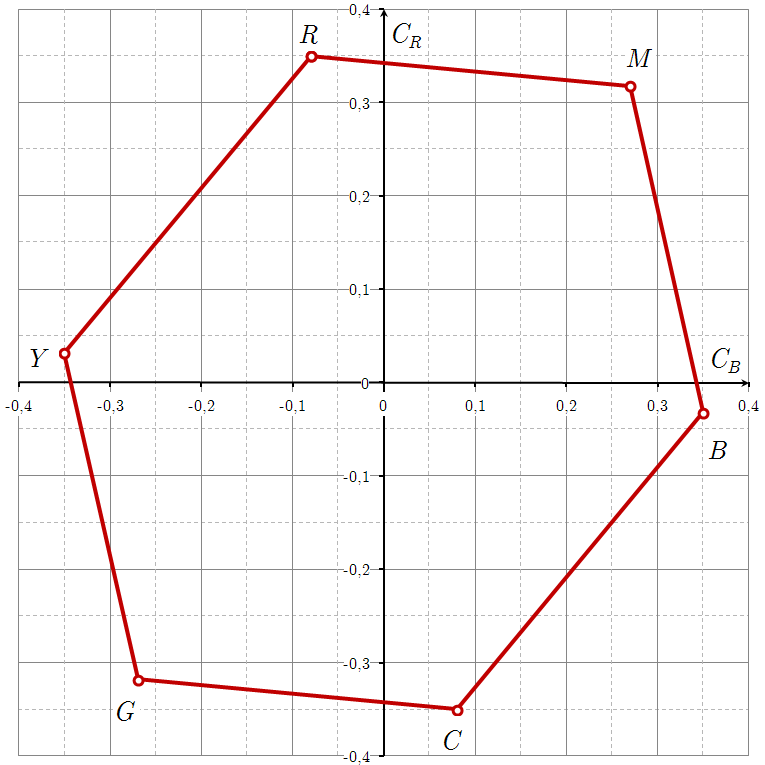
Représentation de la chrominance pour les trois primaires et les trois secondaires

Selon la recommandation UIT-R BT 709 les signaux de luminance {\displaystyle E'_{Y}} (noté {\displaystyle Y} par commodité) et de différence bleu {\displaystyle E'_{C_{B}}} et différence rouge {\displaystyle E'_{C_{R}}} (notés {\displaystyle C_{R}} et {\displaystyle C_{B}}) sont générés à partir des signaux {\displaystyle E'_{R}}, {\displaystyle E'_{G}} et {\displaystyle E'_{B}} (signaux RGB après correction gamma mais noté R, G et B par commodité) de la façon suivante :
{\displaystyle Y=0,2126.R+0,7152.G+0,0722.B} ;
{\displaystyle C_{B}=0,5389.(B-Y)} ;
{\displaystyle C_{R}=0,6350.(R-Y)}.
Le passage RGB à YCBCR peut être représenté au moyen d'une matrice, d'où le nom de matriçage donné à cette opération :
{\displaystyle {\begin{pmatrix}Y\\C_{B}\\C_{R}\end{pmatrix}}={\begin{pmatrix}+0,2126&+0,7152&+0,0722\\-0,1146&-0,3854&+0,5000\\+0,5000&-0,4541&-0,0458\end{pmatrix}}\times {\begin{pmatrix}R\\G\\B\end{pmatrix}}}.
- Dans leur représentation analogique, la partie consacrée à l'image des signaux normalisés (c'est-à-dire en dehors des signaux de synchronisation ligne et trame) doivent être maintenus dans les intervalles ci-dessous (tensions exprimées en volts).

{\displaystyle R\in \left[0;0,7\right]\quad G\in \left[0;0,7\right]\quad B\in \left[0;0,7\right]}
{\displaystyle Y\in \left[0;0,7\right]\quad C_{B}\in \left[-0,35;0,35\right]\quad C_{R}\in \left[-0,35;0,35\right]}
- Dans leur représentation numérique, pour un codage sur 8 bits soit 256 niveaux, les primaires R, G, B et la luminance sont codés sur les niveaux s'étendant de 16 à 235 tandis que les signaux de chrominance sont codés les niveaux s'étendant de 16 à 240 avec un niveau achromatique pour 128. Le codage peut être effectué sur 10 bits. En 24, 25 ou 30 images par seconde, les fréquences d’échantillonnage préconisées par la Rec. 709 sont de 74,25 MHz pour le signal de luminance et 37,125 MHz pour les signaux de chrominance soit un sous-échantillonnage de type 4:2:2.

## SDTV Rec. 601
La recommandation ITU-R BT.601 fournit les relations utiles au matriçage :
{\displaystyle Y=0,299\times R+0,587\times G+0,114\times B} ;
{\displaystyle C_{B}={\frac {B-Y}{1,772}}} ;
{\displaystyle C_{R}={\frac {R-Y}{1,402}}}.
Le passage RGB à YCBCR peut être représenté au moyen de la matrice :
{\displaystyle {\begin{pmatrix}Y\\C_{B}\\C_{R}\end{pmatrix}}={\begin{pmatrix}+0,2990&+0,5870&+0,1140\\-0,1687&-0,3312&+0,5000\\+0,5000&-0,4187&-0,0813\end{pmatrix}}\times {\begin{pmatrix}R\\G\\B\end{pmatrix}}}.
Les limites des signaux sont les mêmes que pour la Rec. 709. Les fréquences d’échantillonnage préconisées sont de 13,5 MHz pour le signal de luminance et 6,75 MHz pour les signaux de chrominance pour un sous-échantillonnage de type 4:2:2.

## PAL
Le système YUV est défini comme les précédents avec un rapport différent :
{\displaystyle Y=0,299\times R+0,587\times G+0,114\times B} ;
{\displaystyle U=0,492111.(B-Y)} ;
{\displaystyle V=0,877283.(R-Y)}.
{\displaystyle {\begin{pmatrix}Y\\U\\V\end{pmatrix}}={\begin{pmatrix}+0,2990&+0,5870&+0,1140\\-0,1471&-0,2889&+0,4360\\+0,6150&-0,5150&-0,1000\end{pmatrix}}\times {\begin{pmatrix}R\\G\\B\end{pmatrix}}}
Ces relations ne concernent que les signaux prévus pour être diffusés sous forme de signal composite au standard PAL.

## NTSC
Le système YIQ est défini de la façon suivante
{\displaystyle {\begin{pmatrix}Y\\I\\Q\end{pmatrix}}={\begin{pmatrix}+0,2990&+0,5870&+0,1140\\+0,5959&-0,2746&-0,3213\\+0,2115&-0,5227&+0,3112\end{pmatrix}}\times {\begin{pmatrix}R\\G\\B\end{pmatrix}}}.
Ces relations ne concernent que les signaux prévus pour être diffusés sous forme de signal composite au standard NTSC.